# Sophie Röhrmoser
Sophie Röhrmoser (* 1995) ist eine deutsche Schauspielerin und Synchronsprecherin.

## Leben
Sophie Röhrmoser wuchs im oberbayerischen Icking auf und sammelt in der Impro-Theater-Gruppe des dortigen Rainer-Maria-Rilke-Gymnasiums erste Schauspielerfahrung. 
Nach dem Abitur war sie im Rahmen eines Work & Travel-Aufenthalts in Australien. Von 2016 bis 2019 machte sie ihren Bachelor in Theaterwissenschaften an der Ludwig-Maximilians-Universität München. Ihr Diplom in Schauspiel absolvierte Röhrmoser 2022 am Rose Bruford College in London.
Neben Theaterauftritten in Berlin und London, stand sie für Werbefilme und Kurzfilme vor der Kamera. Zusätzlich ist Röhrmoser seit 2022 auch als Synchronsprecherin aktiv. Im Kurzfilm You never know von Alina Levshin war sie 2024 in der Hauptrolle der Julia Fronnie. In Polizeiruf 110: Jenseits des Rechts verkörperte sie die Reporterin Julia Brandt unter der Regie von Dominik Graf. Ebenfalls 2024 hatte sie in der deutschen ARD-Dramaserie Charité eine Episoden-Nebenrolle als Ivana Schneider unter der Regie von Esther Bialas. Die Rolle der Mitzi Köhler im historischen Kinofilm Hundswut von Daniel Alvarenga war Röhrmosers erste Hauptrolle in einer größeren Produktion. Im 2024 gedrehten ARD-Degeto-Fernsehfilm Aus, Äpfel, Amen! hatte sie eine Nebenrolle inne.

## Filmographie (Auswahl)
- 2016: Stone Soup (Kurzfilm)
- 2019: Roland Rebers Todesrevue
- 2024: You never know (Kurzfilm)
- 2024: Hundswut
- 2024: Charité (Fernsehserie, Folge 4x03)
- 2024: Polizeiruf 110: Jenseits des Rechts (Fernsehreihe)

### Sprechrollen
- 2022–2023: DI4RIES (DI4RI, Fernsehserie) – als Nina
- 2023: Black Clover (Fernsehserie) – verschiedene Rollen
- 2023: Too Hot to Handle (Fernsehsendung) – als Shan
- 2023: Walker (Fernsehserie, Folge 2x19) – als Kit
- 2024: In ewiger Schuld (Fool Me Once, Fernsehserie, Folge 1x08) – als Lilly Burkett